# Gudrun Nordborg
Gudrun Nordborg (nascida em 1946) é uma política sueca. Desde 4 de novembro de  2020 ela serve como membro do Riksdag em representação do círculo eleitoral do condado de Västerbotten. Ela tornou-se um membro do parlamento sueco após a renúncia de Jonas Sjöstedt.